# Partit Comunista d'Indonèsia
El Partit Comunista d'Indonèsia (PKI, en indonesi: Partai Komunis Indonesia) va ser fundat el 1920 a Semarang, a partir de l'Indische Sociaal-Democratische Vereeniging (ISDV).

## Història
El PKI va ser el primer partit comunista d'Àsia i es va convertir en secció de la Internacional Comunista al cap de poc temps de la seva fundació. Va ser il·legalitzat pel govern colonial de les Índies Orientals Neerlandeses després de la seva participació en els aixecaments de Banten i de l'oest de Sumatra, passant a la clandestinitat el 1927.
Després de la capitulació japonesa el 1945, el PKI va tornar a la vida pública prenent part activa en la lluita per la independència d'Indonèsia. L'ala esquerra del Partai Sosialis Indonesia (Partit Socialista d'Indonèsia) es va integrar al PKI el 1948. Després de donar suport a les revoltes camperoles de Madiun el 1948, el PKI va ser il·legalitzat pel govern ja independent d'Indonèsia durant un breu període. A la dècada del 1950 el PKI va adoptar posicions nacionalistes sota la direcció de Dipa Nusantara Aidit, donant suport a les polítiques anticolonialistes i oposades a Occident del govern del president Sukarno.
Amb un creixent suport popular i gairebé 3 milions d'afiliats el 1965, el PKI era el major partit comunista després del Partit Comunista de la Unió Soviètica i el Partit Comunista Xinès. La creixent influència del PKI incomodava als Estats Units d'Amèrica, i encara que Sukarno va mantenir una certa benevolència amb els comunistes, veia perillar el seu règim davant del seu ràpid i fort ascens. També veien perillar els seus privilegis socials els líders religiosos de l'islam (Indonèsia és el país amb més musulmans del món) i els sectors més nacionalistes de l'exèrcit.
La nit del 30 de setembre de 1965, el moviment format per oficials mitjans de l'exèrcit va segrestar i va assassinar 6 alts generals al·legant impedir un cop d'estat. El PKI va ser acusat d'instigar un intent de cop d'estat i va servir de pretext per al cop del general Suharto. El PKI va patir una duríssima repressió en què més de 500.000 dels seus membres i simpatitzants van ser assassinats i més d'un milió van ser detinguts. Les llistes de sospitosos de ser comunistes van ser suposadament proporcionades per la CIA. El 1966, el PKI i tota la seva òrbita (periòdics, revistes i altres publicacions) van ser il·legalitzats.
Alguns d'aquests fets van ser reflectits en la novel·la i pel·lícula L'any que vam viure perillosament, que va estar prohibida a Indonèsia fins al 1999. La novel·la va ser escrita per l'australià Cristopher Koch el 1978 i adaptada al cinema per Peter Weir el 1982. La pel·lícula és protagonitzada per Mel Gibson i Sigourney Weaver.
Segons Amnistia Internacional, el 1998 encara quedaven 13 ancians a les presons indonèsies acusats de pertànyer al PKI. Els antics membres del PKI van ser apartats dels treballs vinculats a l'Administració Pública. Durant la presidència d'Abdurrahman Wahid es va plantejar la possibilitat de posar fi a la clandestinitat dels comunistes, fet que va provocar tal controvèrsia a la societat indonèsia que va accelerar-ne la seva destitució.